# توزيع تكاملي
التوزيع التكاملي (>< التوزيع التبايني) في علم اللغة هو وجود وجوه لفظية كل منها يعمل في سياق معين تنعدم فيه الوجوه الأخرى.